# Srebrny kielich
Srebrny kielich (ang. The Silver Chalice) – amerykański film z 1954 roku w reżyserii Victora Saville'a.

## Nagrody i nominacje
| Nazwa nagrody | Wygrane            | Nominacje |
| ------------- | ------------------ | --- |
| Oscar         | 1955 bez rezultatu | 1955 Najlepsza muzyka w dramacie lub komedii Franz Waxman Najlepsze zdjęcia - filmy kolorowe William V. Skall |